# Kaiser-Wilhelm-Turm (Essen)

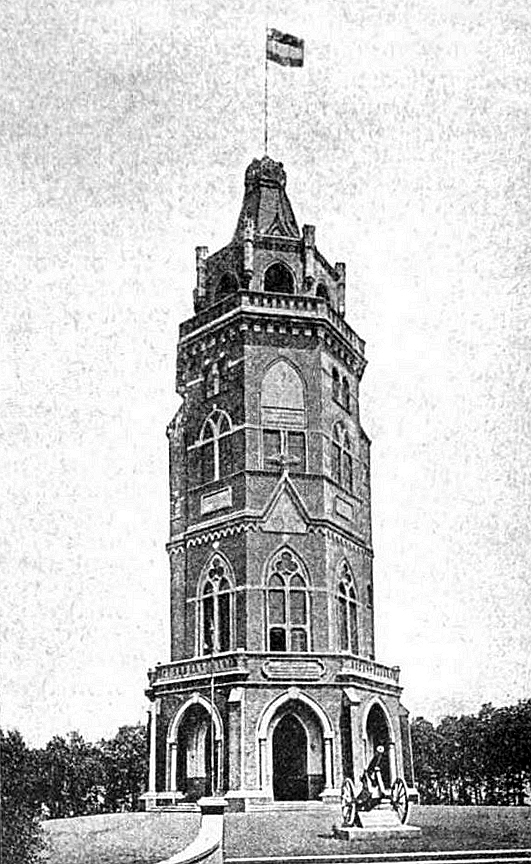
Kaiser-Wilhelm-Turm, vor 1903

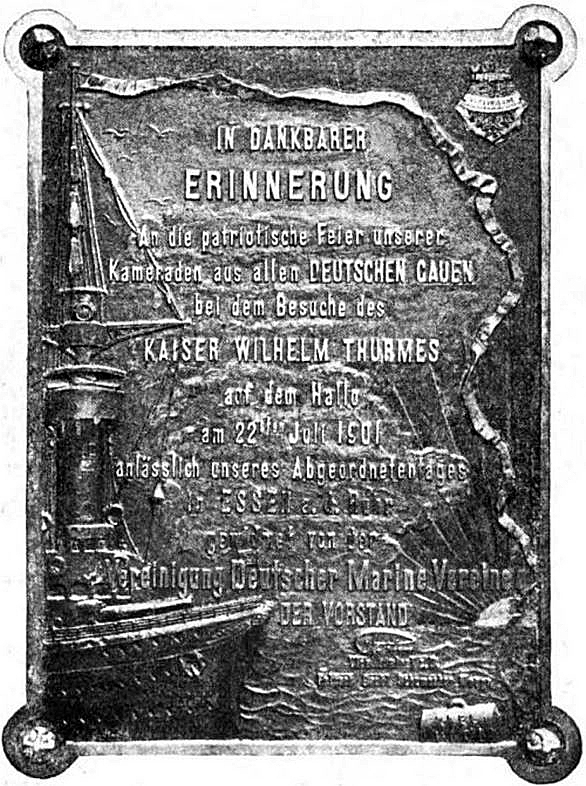
Gedenktafel an eine Erinnerungsfeier im Jahr 1901 im Kaiser-Wilhelm-Turm

Der Kaiser-Wilhelm-Turm war ein zu Ehren des deutschen Kaisers Wilhelm I. erbauter Aussichtsturm mit einem Militärmuseum in Stoppenberg, seit 1929 Stadtteil von Essen.

## Geschichte

### Entstehungsgeschichte
1895 gab es in Stoppenberg, der damals mit 64.000 Einwohnern größten Landbürgermeisterei des Deutschen Reiches, den Beschluss zur Aufstellung einer Erzbüste Kaiser Wilhelms I., was die Begeisterung hervorrief, das Vorhaben zu erweitern. Daraus entstand der Gedanke, einen Turm auf dem gerade erworbenen Halloberg zu errichten, der insbesondere auf Initiative des Bürgermeisters Carl Meyer der Bürgermeisterei Stoppenberg umgesetzt wurde. Der zeichnerische Entwurf des Turms stammte ebenfalls von Meyer, die technische Umsetzung übernahm Gemeindebaumeister Renfert. Den Grundstock der Spenden bildete ein Tagebuch des Schornsteinfegermeisters Dreesen über seine Erlebnisse im Deutsch-Französischen Krieg 1870/1871, das er auf Veranlassung von Bürgermeister Meyer als Druck herausgegeben hatte. Es erzielte einen Reingewinn von 400 Mark. Für die Übersendung des Buches sprachen der Großherzog von Baden und der Kaiser Wilhelm II. ihre Anerkennung durch Spenden aus. Das Baugrundstück wurde kostenlos zur Verfügung gestellt. Die von Bürgermeister Meyer erstellte Geschichte der Bürgermeisterei Stoppenberg erzielte 800 Mark. Hinzu kamen viele Vergünstigungen der Lieferanten von Baumaterial. Mit einem Zuschuss der Gemeinden Stoppenberg, Frillendorf und Schonnebeck von 30.000 Mark wurde die Bausumme von insgesamt 60.000 Mark erreicht.

Der Kaiser-Wilhelm-Turm wurde in den Jahren 1897 bis 1899 auf dem kurz zuvor erschlossenen Halloberg im heutigen Hallopark, dem nördlichen Bergkegel eines Ausläufers des Ardeygebirges im östlichen Stoppenberg, auf etwa 86 m Höhe errichtet. Die Grundsteinlegung erfolgte am 22. März 1897. Am 10. Juni 1899 wurde der Schlussstein eingefügt und der Turm in Gegenwart des Oberpräsidenten der Rheinprovinz, Georg von Rheinbaben, eingeweiht. Auf dem Schlussstein stand die Inschrift, die auch auf einer Marmortafel in der Säulenhalle des Erdgeschosses an die Einweihung erinnerte:

„Schlußstein.
 Eingefügt am 10. Juni 1899.
Im Sonnenglanz, im Wettersturm
Stolz rage du, Kaiser-Wilhelm-Turm!
Du sollst noch späten Geschlechtern sagen,
Wie unsere Herzen Treue schlagen
Für den alten Herrn, der das Reich erneut´,
Sein Name, er bleibt für alle Zeit.
Und wenn du längst schon in Schutt zerfallen,
Lebt er noch in deutschen Herzen - in allen!“

### Architektur
Ein direkter Weg führte mit einer niedrigen Sandsteintreppe zur Hauptachse des achteckigen Turms. Er besaß fünf Etagen in Zeigelsteinbauweise mit neogotischen Elementen und als oberstes Geschoss eine Aussichtsplattform in Form eines offenen Pavillons mit Umgang. Der obere Abschluss des Pavillons wurde von acht auf den Kanten sitzenden Fialen akzentuiert, zwischen denen sich ein leicht konkav geschwungener achteckiger Turmhelm erhob, der von einer glänzenden Kaiserkrone auf etwa 43 Metern Höhe bekrönt wurde. Am mittig in ihr steckenden Fahnenmast wehte die Flagge des Deutschen Reiches Schwarz-Weiß-Rot. Das ebenfalls pavillonartig offene, gegenüber den Obergeschossen etwas vortretende Erdgeschoss des Turms war von einer Terrasse umgeben, auf der in der Achse des Eingangs ein von Kaiser Wilhelm II. gestiftetes Geschütz stand.
Auf der Hauptfassade und der Rückseite befanden sich in Sandstein oder Zement Inschriften und Skulpturen. Beispielsweise gab es die von einem Adler bewachte Inschrift: Alle Zeit treu bereit für des Reiches Herrlichkeit. Auf einer weiteren Tafel Stand zur Erinnerung an die drei umliegenden Gemeinden als Initiatoren des Turmbaus: Dem Andenken Kaiser Wilhelms des Großen die Bewohner von Stoppenberg, Schonnebeck und Frillendorf. Die Fenster besaßen Glasmalereien.
Zu Ehren des Turms wurde eigens ein Marsch, der „Halloturm-Marsch“, komponiert. Der Text stammte von A. Reichel, die Musik von E. Stiller.
1909 wurden am Fuß des Hallobergs das Hallo-Restaurant, ein Schießstand und Spielplätze errichtet. Diese Gestaltung zur Erholung der Bevölkerung führte 1910 zur Erhebung als Hallopark.
Im Jahr 1912 wurde der Turm, der auf der Höhe dem Wetter ausgesetzt war, äußerlich renoviert und instand gesetzt. Die Ausstellungsräume wurden gestrichen und teils künstlerisch ausgemalt.

### Militärmuseum

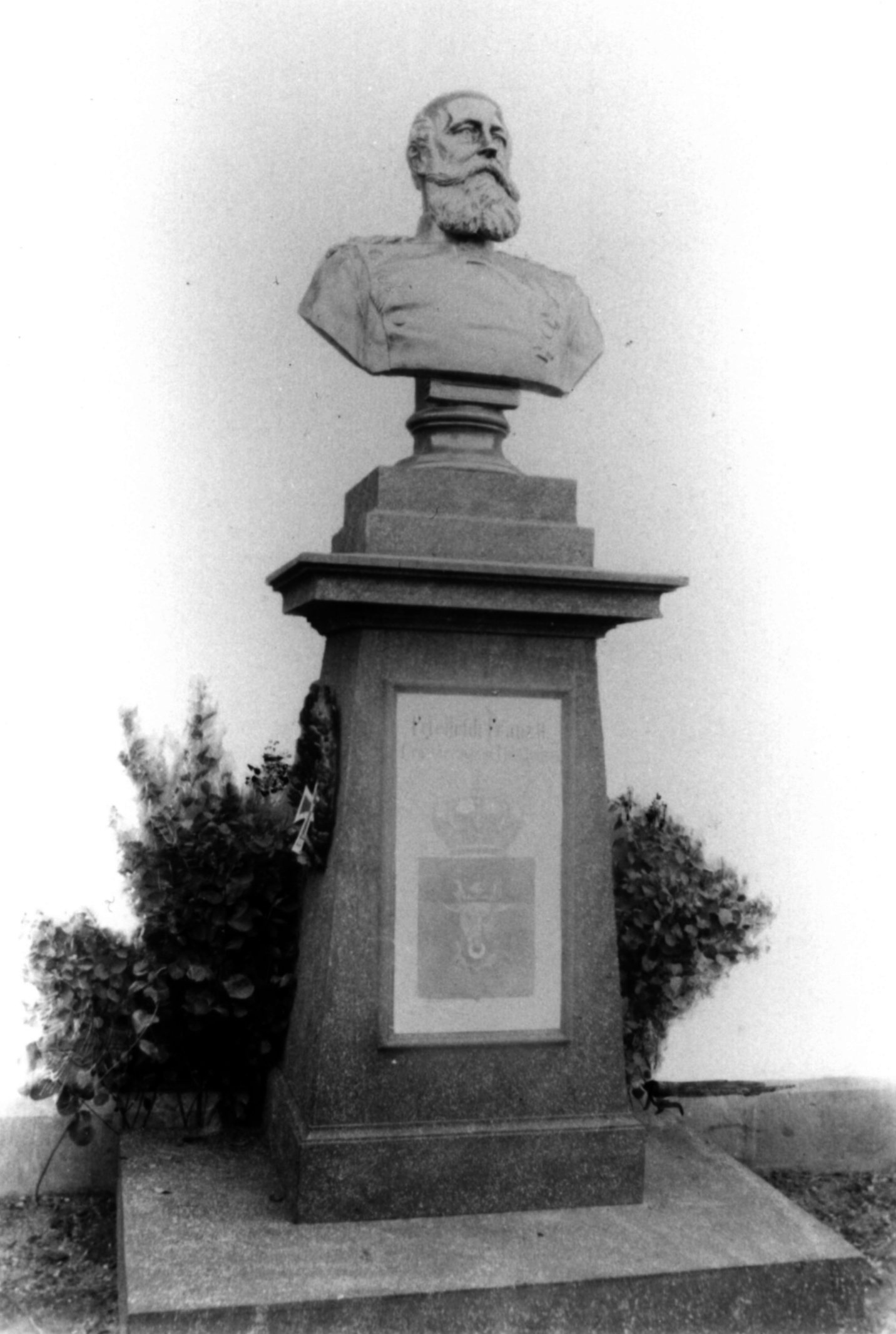
Großherzog Friedrich Franz II. (Bildhauer Ludwig Brunow)

Die Räume in den drei Obergeschossen waren unterschiedlichen Themen gewidmet. Im dritten Obergeschoss wurde durch Inschrifttafeln der Initiatoren und Förderer (Spender) des Turms gedacht, im zweiten Obergeschoss war eine „Vaterländische Sammlung in Erinnerung an das deutsche Heer und seine Veteranen“ (auch als „Militaria-Sammlung“ mit Kriegerehrung charakterisiert) untergebracht. Zentrales Element der Gedächtnishalle im ersten Obergeschoss war eine Bronze-Büste Kaiser Wilhelms I., die als Zweitguss nach einem Modell des Berliner Bildhauers Arnold Künne von der Gießerei Gladenbeck (Berlin-Friedrichshagen) ausgeführt worden war. Weitere, wohl kleinere Büsten zeigten andere Fürsten des Deutschen Reichs (z. B. König Ludwig II. von Bayern, Großherzog Friedrich I. von Baden, König Albert von Sachsen, Großherzog Friedrich Franz II. von Mecklenburg-Schwerin). Neben Farbverglasungen aus der Glasmalereianstalt Ferdinand Müller (Quedlinburg) gehörten auch Wandmalereien, Sgraffiti und Mosaike zur künstlerischen Ausstattung, die mehrheitlich Gestalten und Ereignisse aus der Geschichte des Deutschen Reichs oder Motive der lokalen bzw. regionalen Geschichte zeigten.
Jährlich besuchten rund 25.000 Menschen inklusive Schulklassen den Turm. Auch für Gedenkfeiern und ähnliche Veranstaltungen wurde der Turm genutzt. So fand beispielsweise in der Gedächtnishalle am 22. Juli 1901 eine Erinnerungsfeier des Abgeordnetentags der Vereinigung deutscher Marinevereine statt. Dazu waren auch Vertreter des rund 2000 Soldaten umfassenden Bundes der Kriegervereine der damaligen Bürgermeisterei Stoppenberg gekommen. Dieser Festakt bildete damit eine Waffenbrüderschaft zwischen Heer und Marine. Wenig später stiftete der Vorstand der Vereinigung deutscher Marinevereine eine von A. Schönche (Kiel) gestaltete Kunstguss-Gedenktafel mit Seemanssymbolen, die anscheinend im dritten Obergeschoss aufgehängt wurde.
In den oberen Hallen wurden 1912 die Sammlungen von Waffen, Uniformen, Kriegserinnerungen, Autogrammen, Kriegsgedenkmünzen und anderem ergänzt und neu geordnet. Unter anderen stiftete das Zeughaus in Berlin Kurzgewehre und Spontons aus der Zeit von Friedrich II. (Preußen), französische Wallbüchsen, Brustpanzer (Kürassen) der französischen Gardekürassiere und französische Militärflaggen. Die Sammlung aller Schulterklappen des Deutschen Heeres, vermutlich die einzige in dieser Vollständigkeit, wurde neu geordnet und bis auf die jüngste Zeit ergänzt. In der oberen, hauptsächlich der Marine gewidmeten Ausstellungshalle war seitdem eine Sammlung aller Marineuniformabzeichen und Mützenbänder aller zu dieser Zeit im Dienst befindlichen Schiffe der kaiserlichen Marine zu sehen. Zudem wurde auf der Aussichtsplattform des Turms eine Orientierungstafel für die von dort zu sehenden Gebiete und Sehenswürdigkeiten angebracht. Dabei ging der damalige Blick rundum überwiegend auf die damalige Industrielandschaft mit vielen Steinkohlezechen, Gleisanlagen und hohen Schornsteinen.

### Verfall und Kriegszerstörung
Nach dem Ersten Weltkrieg und dem Ende der Monarchie wurden zur Zeit der Ruhrbesetzung die beweglichen Exponate ausgelagert bzw. versteckt. Eine Rückführung war aufgrund von Diebstahl, Beschädigungen und anderen Widrigkeiten kaum möglich. Im Herbst 1930 hatte das städtische Museum für Heimat-, Natur- und Völkerkunde die Sammlung besichtigt, die in einem schlechteren Zustand war als vermutet. In der Ortsausschuss-Sitzung vom 3. März 1932 befand man die Wiederherstellung des Museums im Halloturm aus Kostengründen für unmöglich. Im Mai 1932 wurde für die Besteigung des inzwischen leeren Aussichtsturms durch die Stadt Essen ein Eintrittspreis von 20 Pfennigen erhoben. Der Preis wurde im Juli des Jahres auf 10 Pfennige gesenkt. Wegen Bergsenkungen und mangelnder Instandsetzung hatte das nur noch als Aussichtsturm genutzte Bauwerk in den 1930er Jahren bereits erhebliche Bauschäden gezeigt. In der Essener Ratsherrensitzung vom 14. Juni 1935 wurde beschlossen, den vernachlässigten Halloturm wieder herzurichten und auch das Kriegsandenkenmuseum im Sinne der nun herrschenden Nationalsozialisten wieder einzurichten, wozu 12.000 Mark nötig gewesen seien. Zu Pfingsten 1937 wurde der baulich sanierte Halloturm für die Öffentlichkeit wieder freigegeben. Es galt erneut ein Eintrittspreis von 10 Pfennigen für Erwachsene. Im Zweiten Weltkrieg wurde der Turm durch Bombardierung schwer beschädigt und später nicht wieder instand gesetzt. 1971 wurde die Ruine gesprengt.